# Branville
Branville je francouzská obec v departementu Calvados v regionu Normandie. Žije zde 225 obyvatel.

## Geografie

### Sousední obce
| Růžice kompasu | Saint-Vaast-en-Auge | Saint-Pierre-Azif |               | Růžice kompasu |
| Růžice kompasu | Heuland             | Sever             | Bourgeauville | Růžice kompasu |
| Růžice kompasu | Heuland             | Branville         | Bourgeauville | Růžice kompasu |
| Růžice kompasu | Heuland             | Jih               | Bourgeauville | Růžice kompasu |
| Růžice kompasu |                     | Danestal          | Annebault     | Růžice kompasu |